# Bruno-Rossi-Preis
Der Bruno-Rossi-Preis wird jährlich von der Abteilung für Hochenergiephysik der American Astronomical Society verliehen, „für einen signifikanten Beitrag zur Hochenergieastrophysik, mit Betonung neuer und origineller Arbeiten“. Er ist zu Ehren des Astrophysikers Bruno Rossi benannt.

## Preisträger
- 1985: William R. Forman und Christine Jones Forman für Pionierarbeiten zur Röntgenemission früher Galaxien und der Erkenntnis, dass diese generell Röntgenquellen sind (weiche Röntgenstrahlung aus Gas-Koronen).
- 1986: Allan S. Jacobson für Pionierarbeiten in hochauflösender Gammastrahlenspektroskopie in der Astronomie mit Hinweisen auf Nukleosynthese-Prozesse in Galaxien. Sein Spektrometer im High Energy Astronomy Observatory 3 (1979/80) entdeckte Gammastrahlung von 1,8 MeV aus dem Zerfall von Aluminium 26 in der galaktischen Ebene und lieferte den ersten Hinweis, dass noch immer in unserer Galaxie Elemente mittleren Atomgewichts produziert werden etwa in Supernovae oder Novae.
- 1987: Michiel van der Klis für die Entdeckung quasiperiodischer Oszillationen (QPO) im Röntgenfluss von GX5-1 als Beispiel eines Röntgendoppelstern-Systems, bei denen ein Neutronenstern vom Begleitstern Masse abzieht. Dies führte zur Entdeckung weiterer QPO und Methoden die Rotationsperiode von Neutronensternen in diesen Systemen zu bestimmen.
- 1988: Rashid Sunyaev für seine Beiträge zum Verständnis kosmischer Röntgenquellen und speziell von Akkretionsscheiben um Schwarze Löcher, der Röntgenspektren kompakter Objekte und der Entdeckung der harten Röntgenstrahlung der Supernova 1987 A mit Mir.
- 1989: Die Experimentteams des Irvine-Michigan-Brookhaven-Experiments und von Kamioka (Entdeckung der Neutrinos von SN 1987A)
- 1990: Stirling Colgate für die Vorhersage der Erzeugung von Neutrinos beim Kern-Kollaps von Supernovae und die Aufdeckung der bedeutenden Rolle von Neutrinos in der Dynamik und Untersuchung von Supernovae.
- 1991: John Alexander Simpson für seine bedeutenden Beiträge zum Verständnis kosmischer Strahlung, von Kometen, solarer Aktivität  und seine Pionierrolle bei der Entwicklung von Neutronendetektoren.
- 1992: Gerald H. Share für die Nutzung des Gammastrahlspektrometers der Solar Maximum Mission (SMM) zur Untersuchung von Gammastrahlen aus Supernovae, aus der Galaxie, von Sonneneruptionen und Gammablitzen.
- 1993: Giovanni Bignami und Jules Halpern für ihre Beiträge zur Aufklärung des Rätsels von Geminga.
- 1994: Gerald Fishman für Beiträge zum Compton Gamma Ray Observatory (BATSE) und Beobachtungen zu Gammablitzen.
- 1995: Carl Fichtel für seine Schlüsselrolle in der Entwicklung des Compton Gamma Ray Observatory, seine führende Rolle bei EGRET und der Entdeckung von Gammastrahl-Blazaren mit EGRET.
- 1996: Felix Mirabel und Luis F. Rodriguez für ihre Entdeckung von doppelseitigen Radio-Jets in den galaktischen Quellen 1E1740.7-2942 und GRS 1758-258 und überlichtschnellen Radioknoten in der galaktischen Quelle GRS 1915+105.
- 1997: Trevor C. Weekes für seine Schlüsselrolle in der Entwicklung von Hochenergie-Gammastrahlen-Astronomie und die Entdeckung von Gammastrahlung im TeV Bereich aus dem Krebsnebel und Mrk 421.
- 1998: Das BeppoSAX-Team (repräsentiert durch Livio Scali) und Jan van Paradijs für die Entdeckung des Nachglühens im Sichtbaren und Röntgenbereich von Gammablitzen, dass deren Entfernungsbestimmung ermöglichte.
- 1999: Jean Swank und Hale Bradt für den Rossi X-ray Timing Explorer und die damit gemachten Beobachtungen an kompakten astrophysikalischen Objekten mit hoher Zeitauflösung.
- 2000: Peter Mészáros, Bohdan Paczyński und Martin Rees für die Entwicklung theoretischer Modelle von Gammablitzen und deren Nachglühen
- 2001: Andrew Fabian und Yasuo Tanaka für die Entdeckung der breiten Eisen K-Spektrallinien in aktiven galaktischen Kernen mit dem ASCA Satelliten, die Hinweise auf das starke Gravitationsfeld dort vorhandener Schwarzer Löcher sind.
- 2002: Leon Van Speybroeck für die Bildqualität der Optik im Chandra-Röntgensatelliten
- 2003: Robert C. Duncan, Christopher Thompson und Chryssa Kouveliotou für Magnetare
- 2004: Harvey Tananbaum und Martin Weisskopf für den Chandra Röntgensatelliten
- 2005: Stan Woosley für Forschungen zur Nukleosynthese, Supernova-Mechanismen und speziell das Kollapsar-Modell von Gammablitzen.
- 2006: Deepto Chakrabarty, Tod Strohmayer und Rudy Wijnands für Pionierarbeiten zu Millisekunden-Pulsaren und Intensitätsschwankungen im Kilohertz-Bereich als diagnostische Hilfsmittel für Doppelsterne mit einem Neutronenstar, der vom Normalbegleiter Masse abzieht.
- 2007: Neil Gehrels und das Swift-Team für die Untersuchung von Gammablitzen und speziell genaue Lokalisierung kurzer Gammablitze und der Beobachtung enormer Röntgenausbrüche im Nachglühen der Gammablitze
- 2008: Steve Allen, Pat Henry, Maxim Markevitch und Alexey Vikhlinin für Pionierarbeiten für die Untersuchung von Galaxienclustern und deren Entwicklung mit Röntgensatelliten und der Verwendung von Galaxienclustern für kosmische Entfernungsmessung
- 2009: Charles D. Bailyn, Jeffrey E. McClintock und Ronald A. Remillard für ihre Messung der Massen galaktischer Schwarzer Löcher
- 2010: Felix A. Aharonian, Werner Hofmann, Heinrich J. Völk und die Arbeitsgruppe H.E.S.S.
- 2011: Bill Atwood, Peter Michelson und die Arbeitsgruppe des Fermi Gamma-ray Space Telescope
- 2012: Marco Tavani und das AGILE-Team für die Entdeckung aufflackernder Gammastrahlung im Krebsnebel
- 2013: Alice K. Harding und Roger W. Romani für ihre theoretischen Arbeiten zu Gammastrahlen-Pulsaren
- 2014: Douglas Finkbeiner, Tracy Slatyer, Meng Su für ihre Entdeckung einer bisher unbekannten galaktischen Struktur, den Fermi-Blasen.
- 2015: Fiona Harrison für grundlegende Arbeiten zu Supernovaresten, Neutronensternen und Schwarzen Löchern mit NuSTAR, dem ersten Röntgensatelliten für Wellenlängen unterhalb 0,1 Nanometer bzw. Röntgenstrahlenergien über 10 keV.
- 2016: Niel Brandt, für Tiefensuche mit dem Chandra Röntgensatelliten (Chandra Deep Field) und die Untersuchung der Entwicklung supermassiver Schwarzer Löcher in Ko-Evolution mit ihrer Wirtsgalaxie.
- 2017: Gabriela González und das Laser Interferometer Gravitational-wave Observatory (LIGO) für ihre Beiträge zur Detektierung von Gravitationswellen
- 2018: Colleen Wilson-Hodge und das Team des Fermi Gamma-Ray Burst Monitor (Fermi Gamma-ray Space Telescope) für die Detektion eines Gammablitzes bei der Verschmelzung zweier Neutronensterne
- 2019: Brian Metzger und Daniel Kasen für ihre theoretischen Vorhersagen der elektromagnetischen Emission von radioaktiven Kernen, die bei Neutronensternfusionen entstehen. Diese Vorhersagen wurden durch Beobachtungen des Gravitationswellenereignisses der Neutronensternfusion von 2017 bestätigt und lieferten den ersten überzeugenden Beweis für das astrophysikalische Ereignis der schnellen Neutroneneinfangnukleosynthese.
- 2020: Sheperd Doeleman und das Team vom Event Horizon Telescope (EHT) für ihr Meilenstein setzendes Bild und die Analyse des ersten Schattens eines Schwarzen Lochs.
- 2021: Francis Halzen und die IceCube Collaboration für ihre Entdeckung eines hochenergetischen Neutrino-Flusses astrophysischen Ursprungs.
- 2022: Keith Gendreau, Zaven Arzoumanian und das NICER-Team
- 2023: Anatoly Spitkovsky for his pioneering numerical simulations of collisionless shocks, particle acceleration by shocks and magnetic reconnection, and pulsar magnetospheres and their electromagnetic radiation
- 2024: Martin Weisskopf, Paolo Soffitta und das IXPE-Team für die Entwicklung des Imaging X-ray Polarimetry Explorer und die neuartigen Messungen damit.
- 2025: Maura Ann McLaughlin, Xavier Siemens und das North American Nanohertz Observatory for Gravitational Waves for finding evidence of the stochastic gravitational wave background, the first direct indication of the existence of binary supermassive black holes.